# 島牧ユースホステル
島牧ユースホステル（しままきユースホステル）は、日本ユースホステル協会に加盟している北海道島牧村のユースホステル。
1973年（昭和48年）開所。1993年（平成5年）北海道南西沖地震に伴う津波で施設は全壊したが、盛り土をした上で2年後に新築、営業再開した。

## 設備
- 個人や小グループに適している
- グループで一室利用可
- ゲストルームあり
- 駐車場あり
- 駐輪場あり
- 洗濯機あり
- 乾燥機あり
- 荷物預かりあり
- 全室禁煙
- 英語による予約可
- 周辺にスポーツ施設あり
- 周辺に温泉あり
- レンタサイクルあり

## 休館
- 11月10日 - 2月28日

## アクセス
- 函館本線黒松内駅よりバス寿都行30分 寿都乗換えバス栄浜または原歌行45分賀老通り下車5分